# Attends-moi
Attends-moi est un roman de Françoise Xenakis publié le 3 février 1993 aux éditions Grasset et ayant reçu le prix des Libraires la même année.

## Éditions
- Attends-moi, éditions Grasset, 1993  (ISBN 2246471419).